# Mathurin Ier de Rougé des Rues
Mathurin Ier de Rougé des Rues (mort en 1596) fut  un gentilhomme du roi sous Charles IX, Henri III et Henri IV.

## Biographie
Fils de Robert de Rougé des Rues et de Louise de Lorière, il était seigneur des Rues, de Chenillé, de Lorière, de Marigné, du Plessis-Gaudin etc., il épousa en 1554 Renée du Vieille et en eut deux fils : Le cadet, Mathurin, fut l'auteur de la branche de Courtimont, confirmée noble en 1667. L'aîné,
René, chevalier des ordres du roi,  épouse en 1589 Marguerite de La Cour, dont il eut René et Jacques, auteur de la branche du Plessis-Bellière, éteinte en 1732.
Gouverneur du Mans, il fut particulièrement actif durant les guerres de religion. Il devint lieutenant des cent gentilshommes de la maison du roi, gentilhomme ordinaire de la chambre du roi (24 décembre 1562), chevalier de Saint-Michel (février 1568), député de la noblesse d'Anjou aux États de Blois en 1576. Il combattit avec le maréchal duc d'Aumont en 1589.